# 道銀ビルディング
道銀ビルディング（どうぎんビルディング）は、かつて北海道札幌市中央区に所在した建築物である。大通公園と札幌駅前通の交わる南西角に位置し、2024年4月まで北海道銀行が本店を置いていた。

## 歴史
1951年3月に営業を開始した北海道銀行は、札幌駅周辺に移転予定であった鉄道弘済会の建物（札幌市南2条西2丁目）を譲り受け、本店店舗とした。だが、業務の進展とともに手狭となり、隣接建物を買収または賃借するなどして急場をしのいでいたため、本店新築を望む声が次第に高まっていった。創業当初から候補地の選定が進められ、将来の移転が決まっていた日本銀行札幌支店の跡地（札幌市大通西4丁目）取得について、1951年11月には日銀の内意を得、その後順次隣接地の買収を進めた。
1959年4月に発足した本店建築委員会では、建設地が札幌市の中心地に位置することから高層ビルとする方針を固めた。当時は建築基準法の軒高制限が31m以内とされていたが、札幌市建築部との間で協議を重ねた結果、通行スペース確保などの条件が付されたものの、最終的には地上12階40m（塔屋含め50m）と当時東北以北で最も高いビルが実現することになった。
1964年8月に竣工した本店社屋は区分所有による共同ビルとし、「道銀ビルディング」（以下、道銀ビル）と命名された。営業室は三方ガラス張りとし、営業室内の後方壁面には、北海道出身の彫刻家本郷新、山内壮夫、佐藤忠良の3氏合作による、幅41メートル、高さ3.3メートルのレリーフ『大地』が飾られた。通行量の多い北側および東側の歩道には当時としては珍しいロードヒーティングを敷設したほか、道内で初めて地下水による冷房装置を採用するなど多くの工夫が施された。1979年には、西側隣接地に新大通ビルディングが完成。札幌銀行本店のほか、道銀のローンプラザ・保険プラザが入居した。両ビルの間は、屋上の渡り廊下で結ばれている。

### 売却
2002年9月、道銀は不良債権処理の一環で平和不動産に所有権を売却した。ビルの底地と地下3階から6階までが道銀の区分所有、7階から上は竹中工務店の子会社タックプロパティが区分所有していたが、タックプロパティと協議の上で、一緒に売ることになった。以後、道銀はテナントとして入居した。2008年には平和不動産がモルガン・スタンレー系の特定目的会社から新大通ビルの持ち分を取得している。
2018年10月からは、公益財団法人道銀文化財団が主催し、窓口業務終了後の営業部ロビーにて定期的にコンサートが開かれていた。

### 再開発
大通公園と札幌駅前通の交わる、札幌の中心地に位置する。北東角の旧北海道拓殖銀行本店跡には2010年に北洋大通センターが竣工、2013年には北西角の札幌秋銀ビルが札幌大通西4ビルに建て替えられ、2015年には南東角の明治安田生命札幌大通ビルの建て替えが完了した。4隅のうち3棟が2010年代に建て替えられた。
南西角にあたる道銀ビルの再開発については、2006頃より関係者間で検討が重ねられ、翌年には「大通交流拠点まちづくりガイドライン」の策定および「大通交流拠点地区地区計画」が決定した。これを受け、2022年12月に都市計画決定告示。新たなビルは道銀ビルと新大通ビルの敷地に一体で建設され、高さ185m、地上34階・地下3階で、低層部には商業施設、中層部はオフィス、高層階にはハイグレードホテルが入居する予定である。地下では札幌市営地下鉄大通駅と接続し、さらにその下の階には地域熱供給プラントが整備される。完成は2028年度を見込んでいる。建物のデザイン監修には隈研吾が招聘された。
道銀ビルの建て替えに先立ち、およそ300m東側の、ほくほくフィナンシャルグループ傘下の北陸銀行札幌支店の跡地に建設された「ほくほく札幌ビル」が2024年2月に竣工。3月に、道銀ローンプラザ大通・どうぎん保険プラザ大通が新大通ビルから再開発対象外の道銀ビル別館に移転。本店法人営業部は、4月12日金曜日に道銀ビルでの営業を終了し、同15日月曜日からほくほく札幌ビルで営業を再開した。本店営業部・中央支店は、4月19日金曜日に道銀ビルでの営業を終了、同22日よりほくほく札幌ビルから南に下った中央区南2条西2丁目14番地の札専会館ビルで営業を開始した。道銀ビルは2024年秋より解体されるが、レリーフ『大地』の移設先は決まっておらず、道銀の施設で保管されている。